# Viktor Baselli von Süßenberg
Viktor svobodný pán Baselli von Süßenberg (německy Victor Freiherr Baselli von Süßenberg/Süssenberg) (18. října 1852 Oršava – 9. dubna 1910 Vídeň) byl rakousko-uherský admirál. U c. k. námořnictva sloužil od roku 1869, kromě služby na různých lodích a v námořní administraci se uplatnil i jako diplomat. V závěru kariéry byl zástupcem velitele arzenálu v Pule a v roce 1909 byl penzionován v hodnosti kontradmirála.

## Biografie

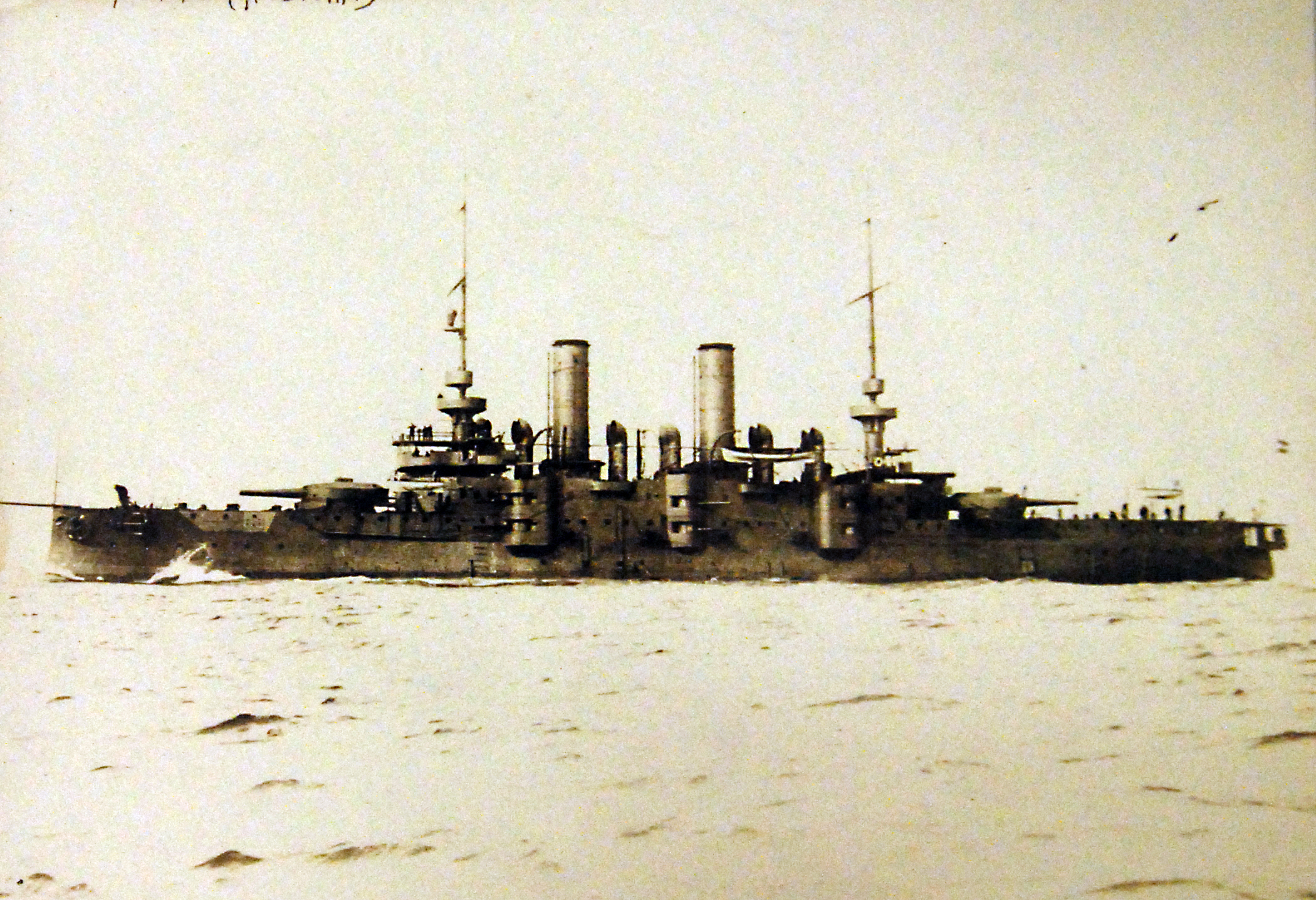
SMS Árpád, vlajková loď Viktora Baselliho v letech 1905–1906

Pocházel ze staré římské patricijské rodiny usazené od 17. století v habsburské monarchii a povýšené později do šlechtického stavu. Viktor se narodil jako mladší syn c. k. rady barona Jana Nepomuka Baselliho (1812–1874). Po studiích na reálce v Pančevu vstoupil v roce 1869 k námořnictvu a prošel průpravou na několika výcvikových lodích. V roce 1872 získal hodnost praporčíka a vystřídal službu na různých lodích, působil také u jednotek námořní pěchoty nebo u Hydrografického úřadu v Pule. Postupoval v hodnostech (poručík II. třídy 1884, poručík I. třídy 1886) a jako dělostřelecký důstojník na dělovém člunu SMS Nautilus absolvoval cestu do zámoří (1884–1887).
Několik let strávil u III. oddělení Námořního technického výboru a k datu 1. listopadu 1895 byl povýšen do hodnosti korvetního kapitána. Mezitím byl několikrát velitelem admirálské jachty SMS Fantasie a v letech 1894–1895 prvním důstojníkem na bitevní lodi SMS Prinz Eugen. V letech 1898–1902 působil v diplomacii jako námořní atašé u rakousko-uherského velvyslanectví v Římě a mezitím dosáhl hodnosti fregatního kapitána (1. května 1899).
Po návratu z Itálie byl povýšen na kapitána řadové lodi (1. května 1902) a byl velitelem bitevní lodi SMS Budapest (1902–1903) s přidělením ke sborovému námořnímu velitelství v Pule. V letech 1903–1905 velel výcvikové lodi SMS Radetzky a nakonec byl velitelem bitevní lodi SMS Árpád (1905–1906). V letech 1906–1907 byl zástupcem velitele námořního arzenálu v Pule a v září 1907 byl odeslán na dlouhodobou dovolenou. Při příležitosti odchodu do penze byl povýšen do hodnosti kontradmirála (1. ledna 1909).
Zemřel ve Vídni 9. dubna 1910 ve věku 57 let. 
Oženil se v roce 1891 ve Štýrském Hradci se svou vzdálenou sestřenicí baronkou Eugenií Baselliovou (1872–1895), dcerou c. k. generálmajora Petera Baselliho (1832–1887).

## Tituly a ocenění
Od narození užíval šlechtický titul svobodného pána, který rodina získala v roce 1765. Během služby u námořnictva se stal nositelem několika vyznamenání v Rakousku-Uhersku i v zahraničí.

### Rakousko-Uhersko
- Válečná medaile (1879)
- Služební odznak pro důstojníky III. třídy (1894)
- Vojenský záslužný kříž (1898)
- Jubilejní pamětní medaile (1898)
- Řád železné koruny III. třídy (1902)
- Vojenský jubilejní kříž (1908)
- Vojenská záslužná medaile (1909)

### Zahraničí
- komandérský kříž Řádu italské koruny (1902, Itálie)
- Řád pruské koruny II. třídy (1902, Německo)
- komandérský kříž Řádu sv. Mořice a sv. Lazara (1903, Itálie)
- Řád Medžidie II. třídy (1906, Osmanská říše)